# Jiří Šlégr
Jiří Šlégr (Jihlava, 30 maggio 1971) è un ex hockeista su ghiaccio ceco, fino al 1993 cecoslovacco.
Nel 2010, candidato con il Partito Social Democratico Ceco, è stato eletto parlamentare della Camera dei Deputati. Tuttavia si è ritirato dalla politica nel giugno 2013.

## Palmarès

### Olimpiadi
- Oro a Nagano 1998.[1]
- Bronzo a Albertville 1992.[2]

### Mondiali
- Oro a Austria 2005.[1]
- Bronzo a Finlandia 1997.[1]
- Bronzo a Svizzera 1998.[1]

### World Cup
- Bronzo nel 2004.[1]

### Mondiali Under-20
- Bronzo a Finlandia 1990.[2]
- Bronzo a Canada 1991.[2]

### Europei Under-18
- Bronzo nel 1989.[2]